# Pinces òptiques
Les pinces òptiques són instruments científics que utilitzen un feix làser altament enfocat per proporcionar una força atractiva o repulsiva (típicament de l'ordre de piconewtons), en funció de l'índex relatiu de refracció entre la partícula i el medi circumdant, que permet controlar i moure físicament objectes microscòpics. Són capaces d'atrapar i manipular partícules petites, típicament de l'ordre de les micres, incloent partícules dielèctriques i absorbents. Les pinces òptiques han tingut èxit en l'estudi d'una gran varietat de sistemes biològics al llarg d'aquests darrers anys.

## Història i desenvolupament
La detecció de la dispersió òptica i de les forces de gradient en partícules de mida micro va ser descrita per primera vegada l'any 1970 per Arthur Ashkin, un científic que treballava als Laboratoris Bell. Anys més tard, Ashkin i els seus companys van descriure la primera observació del que es coneix generalment com a pinces òptiques: un feix de llum altament enfocat en una regió estreta capaç d'aguantar de manera estable partícules microscòpiques en tres dimensions. L'any 2018, es va atorgar el premi Nobel de Física a Ashkin per aquest desenvolupament.
Un dels autors d'aquest transcendental article de 1986, Steven Chu, usaria les pinces òptiques en la seva feina relacionada amb el refredament i atrapament d'àtoms neutres. Aquesta recerca el va portar a guanyar el Premi Nobel de Física l'any 1997 juntament amb Claude Cohen-Tannoudji i William D. Phillips. En una entrevista, Steven Chu va descriure com Ashkin havia imaginat per primera vegada les pinces òptiques com un mètode per atrapar àtoms. Ashkin era capaç d'atrapar partícules grans (de 10 a 10,000 nanometers de diàmetre) però va correspondre a Steven Chu estendre aquestes tècniques a l'atrapament d'àtoms neutres (d'uns 0.1 nanometers de diàmetre) utilitzant llum làser ressonant i una trampa magneto-òptica.
A finals de la dècada de 1980, Arthur Ashkin i Joseph M. Dziedzic van demostrar la primera aplicació d'aquesta tecnologia a les ciències biològiques, utilitzant les pinces òptiques per atrapar un virus del mosaic de tabac individual i bacteris Escherichia coli. Durant la dècada de 1990 i més endavant, investigadors com ara Carlos Bustamante, James Spudich, i Steven Bloc van ser els pioners en l'ús de trampes òptiques de força espectroscòpica per caracteritzar motors biològics a escala molecular. Aquests motors moleculars es troben en molts àmbits de la biologia, i són responsables de la locomoció i acció mecànica dins de la cèl·lula. Les trampes òptiques van permetre aquests biofísics observar les forces i la dinàmica de motors a nanoescala i al nivell d'una sola molècula.

Els objectes dielèctrics són atrets al centre del feix, lleugerament per sobre de la cintura del feix, tal com s'ha descrit en el text. La força aplicada en l'objecte depén linealment en el seu desplaçament respecte del centre de la trampa tal com passa en un sistema senzill amb una molla.

## Descripció general
Les pinces òptiques són capaces de manipular partícules dielèctriques de pocs nanòmetres o micròmetres exercint forces extremadament petites a través d'un feix làser altament enfocat. El feix típicament s'enfoca fent-lo passar a través d'un objectiu de microscopi. El punt més estret del feix enfocat té un gradient de camp elèctric molt fort. Les partícules dielèctriques són atretes al llarg del gradient a la regió on el camp elèctric és més intens, és a dir, el centre del feix. La llum de làser també tendeix a aplicar una força sobre les partícules al llarg de la direcció de propagació del feix. Això és a causa de conservació de moment: fotons que són absorbits o dispersats per la partícula dielèctrica cedeixen moment a la partícula dielèctrica. Això és conegut com la força de dispersió (o scattering en anglès) i resulta en un lleuger desplaçament de la partícula respecte de la cintura del feix.

Per mesures científiques quantitatives, la majoria de trampes òptiques són operades de tal manera que la partícula dielèctrica rarament es mou lluny del centre de trampa. Això es deu al fet que la força aplicada a la partícula és lineal respecte al desplaçament del centre de la trampa sempre que el desplaçament sigui petit. D'aquesta manera, una trampa òptica pot ser comparada a una molla senzilla que segueix la llei d'Hooke.